# Burg Herrenfluh
Die Burg Herrenfluh  (französisch: Château du Herrenfluh), auch Herrenflüh genannt, ist eine Ruine einer kleinen Felsenburg auf 858 Meter Höhe an der Route des Crêtes nahe am Col de Herrenfluh oberhalb von Uffholtz an der Gemarkungsgrenze zu Wattwiller im Oberelsass. Sie ist als Monument à l’inventaire gelistet.

## Geschichte
Die Burg wurde als Lehensgut der Grafen von Pfirt (Ferrette) auf dem Territorium der Fürstabtei Murbach erbaut, wo sie im  Amt Wattweiler (Vogtei Gebweiler) der Fürstabtei lag. Die älteste erhaltene Erwähnung stammt von 1250 als Herflu die Burg, Hemelins Nortwind lehen. 1312 taucht in einer Urkunde der Abtei Murbach als Besitzer von Herfluh, der Berg, das Burgstall und die Burg ein Johan von Sankt Amarin, genannt Nortwind auf. Offenbar war die Burg zu dieser Zeit bereits verfallen und wurde wieder aufgebaut. 1324 verzichteten die Habsburger als Erben der Pfirter auf die Rechte am Lehen. Im Hundertjährigen Krieg wurde die Burg 1376 durch Armagnaken niedergebrannt und endgültig 1468 durch Schweizer Truppen zerstört. Durch ihre Lage nahe der Frontlinie am Hartmannswillerkopf erlitt die Burg im Ersten Weltkrieg schwere Schäden.

## Anlage

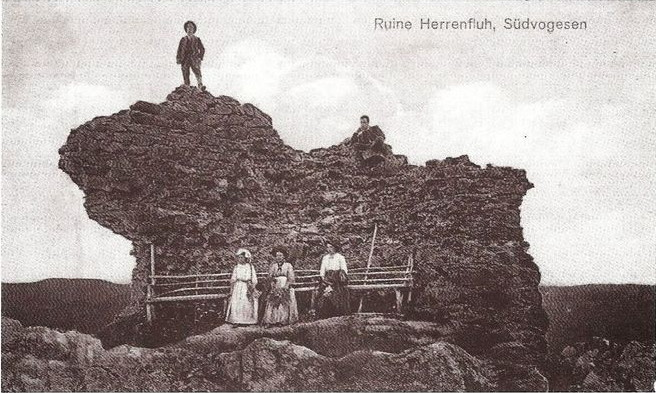
Ansicht vor dem Ersten Weltkrieg

Die nur etwa 15 Meter lange Burg steht auf einem Felssockel, der vom Bergmassiv durch einen Halsgraben getrennt ist. Einzig erhaltener Mauerrest ist eine aus Bruchsteinen errichtete Wand eines Wohnturms oder Bergfrieds. Zu sehen ist nur das Füllmauerwerk. Die Schalmauern sind vollständig abgefallen. Um 1990 ist ein größerer Teil der Mauer eingestürzt. Auf einer Postkarte aus der Zeit vor dem Ersten Weltkrieg erscheint die Wand noch ein gutes Stück größer und es ist auch noch ein Teil der Schalmauer zu erkennen.
Der Burgfelsen ist schwer zugänglich, es gibt keinen gesicherten Aufstieg.